# Неорегелія
Неорегелія (Neoregelia) — рід епіфітних квіткових рослин із родини Бромелієві (Bromeliaceae), підродини Bromelioideae, що походять з тропічних лісів Південної Америки. Родова назва — в честь Едуарда Августа фон Регеля, директора Санкт-Петербурзького ботанічного саду в Росії (1875—1892).
Бромелієві неорегелії та їх гібриди, завдяки різноманітним формам та красивим кольорам, зазвичай культивуються як кімнатні рослини або в теплому кліматі як ландшафтні рослини. Вони особливо підходять для культури віварію.